# Гордана Руњајић
Гордана Руњајић је српска интерпретаторка изворне музике, као и традиционалне ромске музике. Заједно са својом сестром Живком Ђурић, снимила је доста плоча.
У почетку своје каријере, певала је у смедеревској кафани Касина, где је испуњавала салу сваки пут када је певала. Руњајић је добитник Светосавске повеље града Смедерева за 2008. годину.
Њен син са породицом живи у Бојнтон Бичу на Флориди.

## Дискографија

### Као део дуета Ђурић—Руњајић

#### Албуми
- Дует Ђурић Руњајић (ПГП РТБ, 1973)
- Дует Ђурић Руњајић (1974, РТВ Љубљана)
- Дует Ђурић Руњајић са оркестром Жарка Милановића (1975, ПГП РТБ)
- Дует Ђурић Руњајић (2004, ПГП РТС, 2 CD), компилација

#### Сингл плоче и ЕП
- Циганске песме (1963)
- Обране су јабуке румене (1963)
- Циганске песме (1965)
- Мој драгане ружо рана (1965)
- Вито коло заиграло (1965)
- Зашто оде (1967)
- Похитала девојчица (1968)
- Ој младости златна (1970, ПГП РТБ)
- Волим га мајко (1972, Београд Диск)
- Нека нека нека/Љубомора (1973, Студио Б)[5]

### Као соло извођач
- Ко се последњи смеје (1964, ПГП РТБ)
- Голяма тълпа/ Ще умра от любов (1970, Балкантон, Бугарска)
- Много цигани сме/ Момиче хубаво (1970, Балкантон, Бугарска)
- Воли ме или остави (1972, Београд диск)
- Хеј туго (1972,Београд диск) са Живком Ђурић
- Још једино песму имам (1976, ПГП РТБ)
- Воли само мене/како ћу без тебе (1979, Југотон)
- Ајде добро да га запјевамо (1980, Дискотон) са Бором Дрљачом
- Заједнички албум са Драганом Лаковићем[6]